# 脇本海水浴場

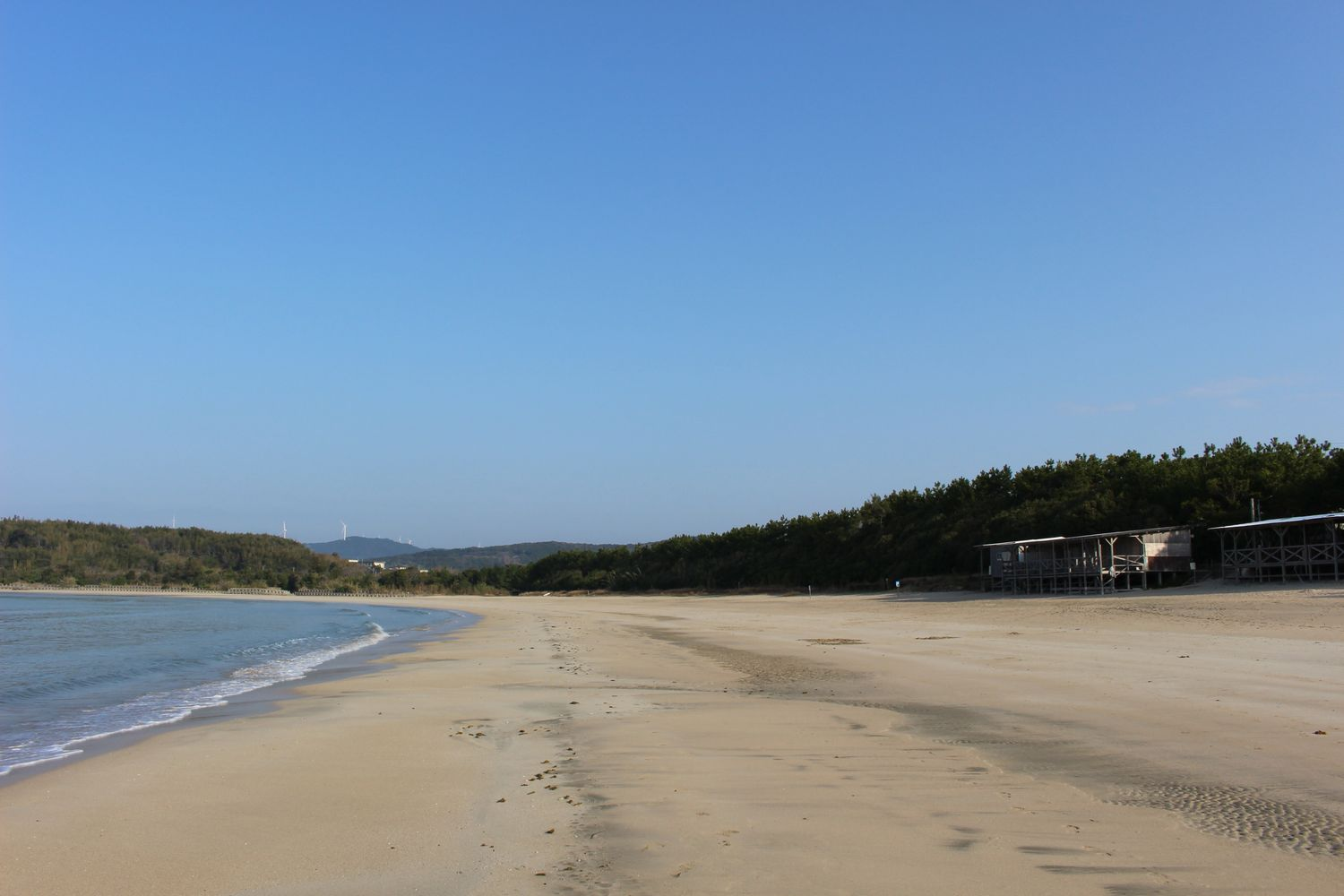
外観(2022年3月)

脇本海水浴場（わきもとかいすいよくじょう）は、鹿児島県阿久根市脇本にある海水浴場である。
この海水浴場は東シナ海に面しており白砂の浜が約3kmも続いており、水平線に沈む夕日がきれいで、水質がよく遠浅で、環境省の快水浴場百選にも選ばれている。

## 概要
- 所在地：鹿児島県阿久根市脇本
- 営業期間：7月7日〜8月下旬まで
- 最寄りの駅：肥薩おれんじ鉄道 折口駅から徒歩約15分
- 最寄りの道路：鹿児島県道365号脇本赤瀬川線・ 国道389号・国道3号
- 車のアクセス：南九州西回り自動車道 田浦ICから国道3号を経由し、国道389号を長島方面へ約65km